# Edme Régnier
Pour les articles homonymes, voir Régnier.

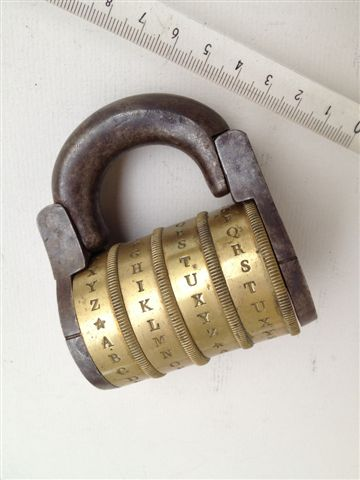
Cadenas à combinaison Régnier. Collection personnelle

Edme Régnier, né le 15 juin 1751 à Semur-en-Auxois et mort à Paris le 10 juin 1825, est un arquebusier, puis mécanicien, ingénieur et inventeur français.

## Biographie
Le père d'Edme est un maître serrurier qui a onze enfants.
Il meurt alors qu'Edme est au collège des Carmes de Dijon. La mort prématurée de son père force Edme à arrêter ses études pour entrer en apprentissage chez un arquebusier de Dijon. Il apprend le dessin, remporte même le prix de dessin du concours annuel de l'Académie de peinture de Dijon. À la fin de son apprentissage il revient à Semur-en-Auxois pour y exercer sa profession. Il étudie les différentes poudres et réalise sa première invention : une éprouvette hydrostatique perfectionnée. Il reçoit alors le titre de mécanicien des États, décerné par Louis de Condé, gouverneur de Bourgogne.
Sa rencontre avec Gueneau de Montbeillard, naturaliste et collaborateur de Buffon, le conduit à s'intéresser à l'ergonomie, conçue comme l'étude de la force de travail de l'homme, pour laquelle il crée un dynamomètre à lame de ressort elliptique. Il modifie également la technique du paratonnerre (inventé par Benjamin Franklin en 1752). Il multiplie les découvertes dans des domaines qui vont du cadenas à combinaison à l'échelle coulissante.
En 1793, installé à Paris, il est administrateur de la Commission des armes portatives. Il sauve de la destruction de nombreuses armes hors d’usage d’un point de vue militaire, mais conservant un intérêt technique. Cet ensemble est l’un des fonds constituant le musée d’Artillerie – ancêtre du musée de l’Armée – dont Edme Régnier est le premier conservateur jusqu’en 1816. En 1814 il est élevé au rang de chevalier de la Légion d'honneur. Il occupe de nombreuses fonctions : membre du comité consultatif des Arts et Manufactures, contrôleur en chef des Armes nationales, membre du Comité » de mécanique de la Société nationale d'encouragement pour l'industrie nationale...
Il est inhumé au cimetière du Père-Lachaise (21e division).

## Les inventions d'Edme Régnier
- Éprouvette hydrostatique[4]
- Petite éprouvette pour l'essai des poudres de chasse
- Éprouvette à masse double pour les poudres fulminantes
- Manivelle dynamométrique
- Échelle à incendie
- Méridiens sonnans et méridiens à canon
- Blemomètre, reumomètre
- Fauteil mécanique...

Le musée des armées présente ainsi le dynamomètre : « Le dynamomètre conservé par le musée de l’Armée se compose d’un ressort elliptique en acier trempé solidaire d’un cadran en laiton. Ce dernier comporte deux graduations (Échelle des tirages et Échelle des pressions), ainsi que deux aiguilles. Le dynamomètre possède trois échelles de lecture : myriagramme, livre et kilogramme. Le coffret comprend également deux mousquetons en acier permettent de relier le dynamomètre aux points d’ancrage, un crochet en bois et en acier, et un pied à crémaillère en acier. »
| |
| Développement du dynamomètre du citoyen Régnier ; gravure de l'ouvrage "Considérations sur la force musculaire, suivies de la description et de l'exposition chalcographique d'un nouvel instrument pour mesurer cette force. Paris : Didot, 1807". |

|                                                                 |
| Dynamomètre Régnier exposé au Musée des Arts et Métiers, Paris. |

## Écrits d'Edme Régnier
- ''Description et usage du dynamomètre, pour connaître et comparer la force relative des hommes, celle des chevaux et les toutes les bêtes de trait ; enfin pour juger la résistance des machines et estimer les puissances motrice qu'on veut y appliquer''. Journal de l'École Polytechnique, 2 (1798)
- Rapport de E. Regnier et Luton sur les aciers de M. Treppoz. In-8°, 8 p. Éditeur scientifique : Athénée des arts, sciences et belles-lettres. Paris
- Mémoire sur la manière de connaître et comparer la force des chevaux. [Par E. Regnier.] In-8°, 13 p., planche. Extrait du "Journal des mines", n° 132, décembre 1807 impr. de Bossange, Masson et Besson, (s. d.)
- Notice sur les nouveaux aimans artificiels employés avantageusement dans les maladies nerveuses, d'après l'ordonnance de plusieurs médecins d'un mérite distingué, composés par M. Regnier, etc. In-8°, 4 p. Édition : (Paris,) : impr. de Mme Huzard

## Distinctions
- Chevalier de la Légion d'honneur (1814)

## Source
Marie-Nicolas Bouillet  et Alexis Chassang (dir.), « Edme Régnier » dans Dictionnaire universel d’histoire et de géographie, 1878 (lire sur Wikisource)